# Бондарь, Алексей Георгиевич
Алексе́й Гео́ргиевич Бо́ндарь (15 октября 1908, в. Костяши, Узденский район — 3 февраля 1994) — один из организаторов и руководителей партизанского движения в Беларуси в годы Великой Отечественной войны, государственный деятель БССР. Заслуженный юрист БССР (1968).

## Биография
Член КПСС с 1930. Окончил Белорусский государственный правовой институт при Наркомате юстиции БССР (1935). С 1935 года в органах прокуратуры БССР. С июля 1941 года в составе Минского подпольного обкома КП (б) б. В 1941-42 заместитель командира Минского партизанского соединения. В 1943-44 уполномоченный ЦШПД при штабе Брянского фронта. С 1944 председатель Верховного Суда БССР. С 1945 секретарь Президиума Верховного Совета БССР. С 1949 г. прокурор БССР. С 1967 председатель Верховного Суда БССР. Член ЦК КПБ в 1949-71, член Ревизионной комиссии КПБ с 1971 года.
Избирался депутатом Верховного Совета СССР трех созывов (1950 г., 1954 г., 1958 г.). Избирался депутатом Верховного Совета БССР второго, третьего, шестого и седьмого созывов (1947 г., 1951 г., 1963 г., 1967 г.).

## Награды
За заслуги перед Родиной Бондарь А. Г. награждён орденами: «Ленина» (1949 г.), «Красной Звезды» (1942 г.), «Красного Знамени» (1943 г.), «Трудового Красного Знамени» (1945), «Трудового Красного Знамени» (1967 г.), «Октябрьской революции» (17 апреля 1974 г.), «Дружбы народов» (1978 г.); медалями: «Партизану Великой Отечественной войны» 2 степени, «За победу над Германией в Великой Отечественной войне», «За доблестный труд в Великой Отечественной войне», «За доблестный труд в ознаменование 100-летия со дня рождения. И. Ленина», «20 лет победы в Великой Отечественной войне» и 2 почетными грамотами Верховного Совета БССР.